# Miliješ
Miliješ (cyr. Милијеш) – wieś w Serbii, w okręgu zlatiborskim, w gminie Priboj. W 2011 roku liczyła 568 mieszkańców.